# Arrondissement Le Raincy
Le Raincy is een arrondissement van het Franse departement Seine-Saint-Denis in de regio Île-de-France. De onderprefectuur is Le Raincy.

## Geschiedenis

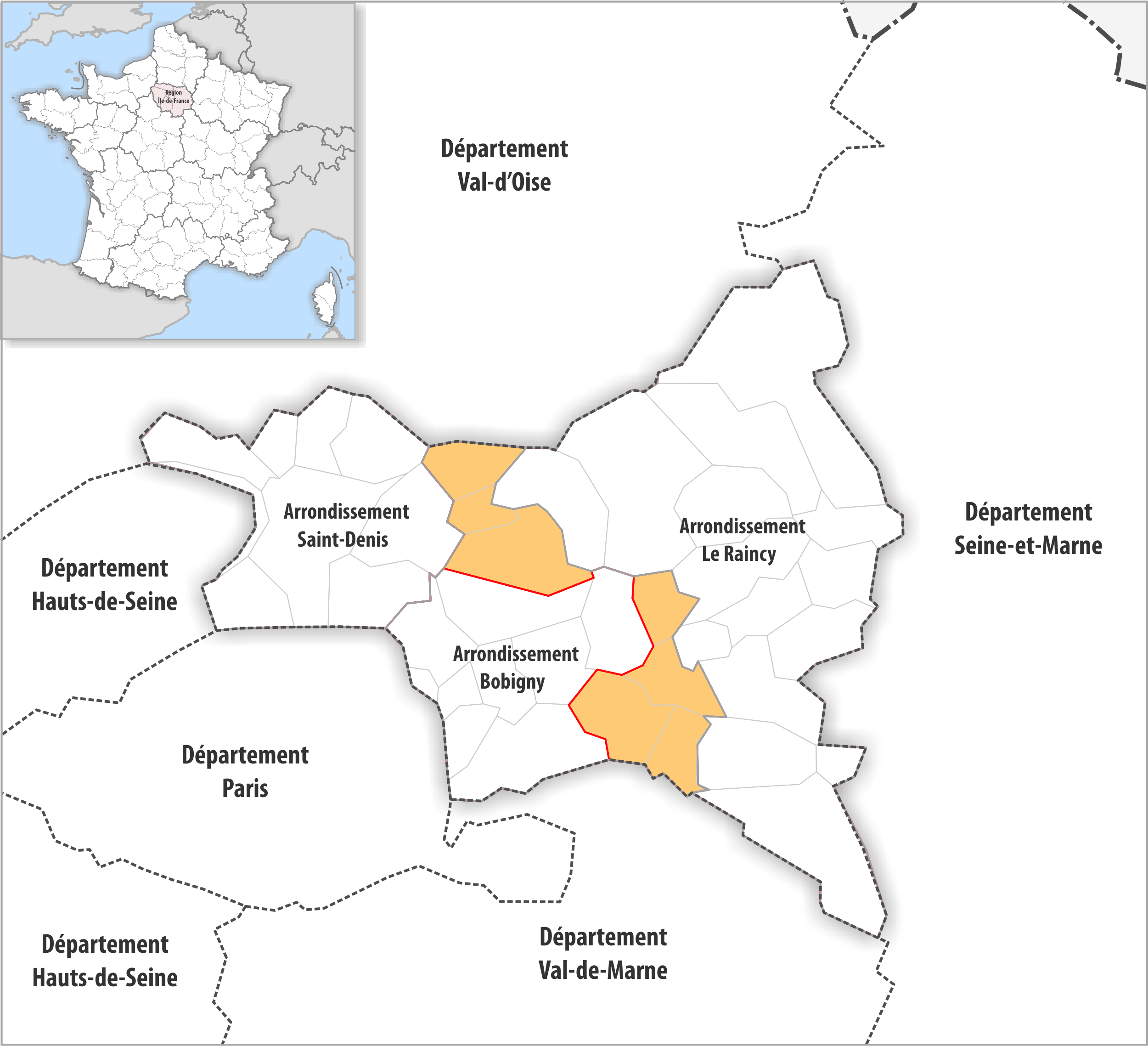
Overgehevelde gemeenten

Het arrondissement werd opgericht in 1962 na de opspliting van het departement Seine en de oprichting van het departement Seine-Saint-Denis. Op 1 januari 2017 werden de gemeenten Le Bourget, Drancy, Dugny, Les Pavillons-sous-Bois, Rosny-sous-Bois en Villemomble overgeheveld van het arrondissement Bobigny naar het arrondissement Le Raincy.

## Kantons
Het arrondissement was tot 2014 samengesteld uit de volgende kantons:
- Kanton Aulnay-sous-Bois-Nord
- Kanton Aulnay-sous-Bois-Sud
- Kanton Le Blanc-Mesnil
- Kanton Gagny
- Kanton Livry-Gargan
- Kanton Montfermeil
- Kanton Neuilly-sur-Marne
- Kanton Neuilly-Plaisance
- Kanton Noisy-le-Grand
- Kanton Le Raincy
- Kanton Sevran
- Kanton Tremblay-en-France
- Kanton Villepinte

Door de herindeling van de kantons bij decreet van 21 februari 2014 met uitwerking op 22 maart 2015 zijn dat sindsdien: 
- Kanton Aulnay-sous-Bois
- Kanton Le Blanc-Mesnil (deel 1/2)
- Kanton Gagny
- Kanton Livry-Gargan
- Kanton Noisy-le-Grand
- Kanton Sevran
- Kanton Tremblay-en-France
- Kanton Villemomble (deel 2/3)